# تروفیر (نیوجرسی)
تروفیر (به انگلیسی: Thorofare) یک منطقهٔ مسکونی در ایالات متحده آمریکا است که در دپتفورد غربی، نیوجرسی واقع شده‌است. تروفیر ۶ متر بالاتر از سطح دریا واقع شده‌است.